# Monteverdi (automóviles)

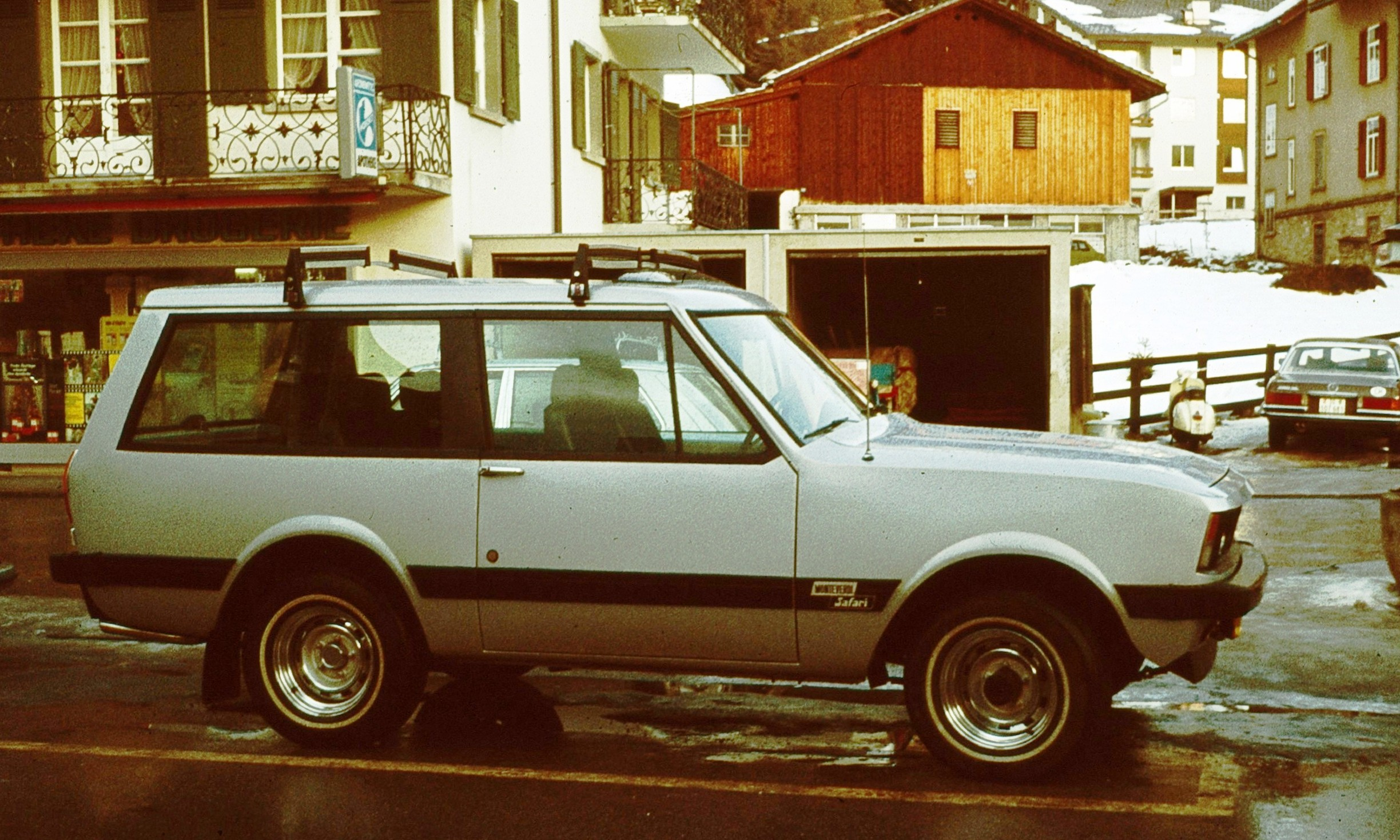
Monteverdi Safari, basado en el International Harvester Scout

Monteverdi fue una marca suiza de autos de lujo, creada en 1967 por Peter Monteverdi (1934–1998) y con sede en Binningen, al sureste de Basilea, Suiza. 

## Historia
Hacia finales de la década de 1950 y comienzos de los 60s Peter Monteverdi construyó, vendió y corrió un cierto número de autos "especiales" a la vez que desarrollaba la empresa de reparación de motores fundada por su padre, en un concesionario que manejaba las principales marcas como Ferrari, BMW y Lancia.
En 1967, había decidido llevar a cabo la producción en serie de coches de turismo y exclusivos deportivos de alto rendimiento de lujo. El primer modelo, el Monteverdi High Speed 375S cupé de 2 plazas, se lanzó en ese año en el Salón del Automóvil de Fráncfort y recibió críticas muy positivas. El coche utilizaba un marco de acero pesado y sencillo, provisto por Stahlbau Muttenz GmbH con un cuerpo de aluminio diseñado por Pietro Frua. Se veía bastante similar a otras creaciones de Frua de la época, en particular el Maserati Mistral Cupé y el británico AC 428. Hay rumores de que los tres compartieron algunos detalles como ventanas, etc. El elegante coche era propulsado por un motor V8 440c.i. (7,2 litros) Chrysler, que entregaba hasta 375 CV (de acuerdo con las normas SAE) y tenía un interior muy lujoso y acabados de alto nivel. Once ejemplares de la Frua cupé diseñados por Monteverdi fueron construidos desde 1968 hasta 1969, cuando la alianza de Monteverdi y Frua acaba mal. Poco antes, había construido dos Frua 2+2 cupé con una distancia entre ejes estirada. Una de ellas fue presentada como Monteverdi 375 / L, y la otra permaneció durante algunos años en Frua hasta que en 1971 fue modificada ligeramente y vendida a AC en donde se presentó como una AC 428.
En 1969, Monteverdi elige la pequeña empresa Carozzeria Fissore para posteriores colaboraciones. Fissore rediseñó el 375 Cupé y construyó las carrocerías que eran entregadas a Monteverdi, donde los coches se ensamblaron finalmente. Ahora, el coche tiene líneas cuadradas, pero aún mantiene proporciones elegantes. La forma 2+2 se convirtió en el modelo estándar, pero posteriormente se ofrecieron otros estilos de carrocería. En primer lugar, hubo un cupé de dos asientos de corta distancia entre ejes llamado el 375 / S y - en la misma distancia entre ejes corta - una Drophead apodada el 375 / C. Estos coches son extremadamente raros en la actualidad. Pronto, Monteverdi también ofreció un sedán masivo llamado 375 / 4, del que se construyeron unos 30. Otras variaciones sobre el mismo tema fueron los Berlinetta de 1974, con un estilo frontal diferente y luces Triumph TR6 y otra convertible, llamada Palm Beach. Se dice que este coche es el más raro de Monteverdi, pues solo se realizaron 2.
La producción de automóviles de super lujo terminó en 1976. En ese momento, Monteverdi había comenzado la producción masiva de un nuevo tipo de coche, camionetas de lujo todo terreno bien equipadas. El primer modelo fue el Sahara Monteverdi. De hecho, no fue un desarrollo de Monteverdi, pero si un coche de boutique. Monteverdi utilizó una International Harvester Scout técnicamente sin cambios, modificando la parrilla y poniendo a punto el interior. El segundo modelo fue el Safari. En este caso, también utilizó un Scout, pero la mayor parte de la carrocería fue modificada, una vez más diseñada por Fissore. Además de la Scout 5,7 litros V8 normal, había una opción para instalar los motores 440 ci V8 de Chrysler. El coche tenía una mirada apropiada, casi italiano, y se vendió bien en Europa, así como en Oriente Medio.
En lo que a coches de carretera se refiere, Monteverdi cambió el sistema de coches de lujo en 1977 para estos también. La Sierra de Monteverdi fue un sedán con un motor V8 de 5,2 litros y diseño distintivo. En realidad, fue un Plymouth Volare con carrocería ligeramente cambiada. Una vez más, fue obra de Fissore. Con algunas modificaciones, el coche parecía muy europeo, con similitudes obvias con el Fiat 130. Defensas, parachoques, parrilla y algunas partes más pequeñas fueron modificadas: los faros se tomaron a partir del Fiat 125, los pilotos traseros vinieron del Renault 12 y el resto (ventanas, puertas, partes mecánicas, etc.) se mantuvieron sin cambios. La Sierra pronto fue acompañada por un convertible de dos puertas basado en un Cupé Dodge Diplomat. Solo se hicieron dos. Por último, Monteverdi también hizo una camioneta sobre la base de un Plymouth. Se mantiene una que nunca se vendió.
Cuando la producción de la Plymouth Volare terminó en 1980, Monteverdi eligió otro coche para convertir. Esta vez, fue la nueva Mercedes Clase S (W 126). La parte frontal tiene una parrilla cromada maciza con cuatro faros redondos que parecía un Alfa Romeo Alfetta (tercera serie), mientras que las luces traseras fueron proporcionadas por Peugeot (505 sedán). Se anunció en 1982 a un precio de 185.000 francos suizos, y fue bautizado comoMonteverdi Tiara. No está claro si fue una producción seria, en particular porque el diseño final parecía un poco anticuado y una apariencia menos aerodinámica en comparación con el Mercedes-Benz original.
La producción de vehículos en Basilea finalizó en 1984. La fábrica fue convertida en un museo, la “Colección de Automóviles Monteverdi”, que abrió en 1985.
En 1992, Monteverdi intentó volver a entrar en escena con el Monteverdi Hai 650 F1 sin éxito. Al parecer se construyeron dos prototipos, todos residentes en el Museo de Monteverdi en Basilea.

## Fórmula 1
En 1990, Monteverdi volvió a sus raíces en las carreras a través de la adquisición de Onyx Grand Prix, renombrado Monteverdi-Onyx para la temporada 1990 de Fórmula 1. Sobrevivieron solo hasta la carrera 10 de las 16 carreras de las que constaba la temporada.

## Lista de modelos
- Monteverdi Special (1950-1952)
- Monteverdi Tourismo (1956-1960)
- Monteverdi High Speed 375S (1967)
- Monteverdi High Speed 375L (1969)
- Monteverdi High Speed 375C (1970)
- Monteverdi High Speed 375/4 (1970)
- Monteverdi 2000 GTI (1969)
- Monteverdi Hai 450 SS (1970)
- Monteverdi Sierra (1977)
- Monteverdi Safari (1976)
- Monteverdi Sahara (1978)
- Monteverdi Hai 650 F1 (1992)